# Coordenação de Aperfeiçoamento de Pessoal de Nível Superior
Coordenação de Aperfeiçoamento de Pessoal de Nível Superior (CAPES) é uma fundação vinculada ao Ministério da Educação (MEC) do Brasil que atua na expansão e consolidação da pós-graduação stricto sensu (mestrado e doutorado) em todos os estados brasileiros. Em fevereiro de 2024, a médica Denise Pires de Carvalho tornou-se a presidente da instituição.
A característica distintiva, em relação às outras agências federais semelhantes, como o Conselho Nacional de Desenvolvimento Científico e Tecnológico (CNPq) e a Financiadora de Estudos e Projetos (FINEP), e às estaduais, está na Avaliação Quadrienal que ela efetua de todos os cursos de pós-graduação do País. É a única entidade que tem tradição de determinar o descredenciamento (na prática, o fechamento) dos cursos que apresentam nota baixa ou deficiente.
A avaliação dos cursos de pós-graduação foi introduzida em 1976, pelo então diretor-geral (na época, o cargo máximo da agência, que depois se tornou fundação), o educador Claudio de Moura Castro. O filósofo Renato Janine Ribeiro foi diretor de avaliação de 2004 até 2008. Conforme verificado em 2012, a diretoria está sendo ocupada pelo físico Livio Amaral. Em julho de 2007, foi sancionada a Lei 11.502 que atribuiu à Capes também o papel de estimular a formação de professores para a educação básica.
Desde 2000, contribui para o desenvolvimento da pesquisa brasileira por meio do Portal de Periódicos. da qual participam gratuitamente as  instituições federais de ensino superior, instituições de pesquisa com pós-graduação avaliadas pela CAPES, as instituições públicas de ensino superior estaduais e municipais com pós-graduação avaliada com nota 4 e as instituições privadas de ensino superior com pelo menos um doutorado com avaliação trienal 5 ou superior pelo órgão. Outras instituições podem aderir ao Portal na categoria "pagantes", com acesso restrito às coleções contratadas. 
Desde 2007, a formação de professores da educação básica também compõe seu quadro de atividades, ampliando o alcance de suas ações na formação de pessoal qualificado no Brasil e no exterior.

## História

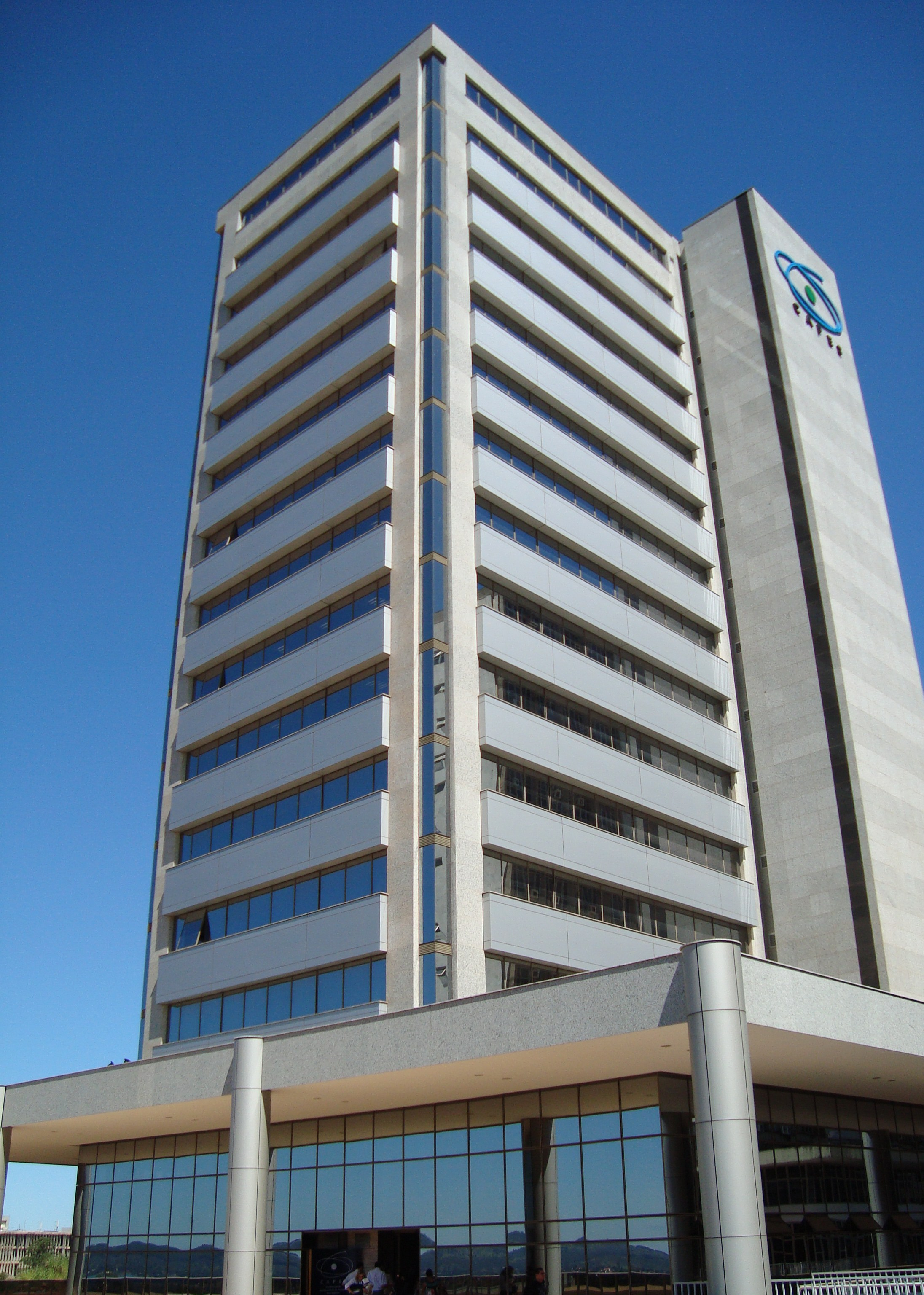
Edifício-sede da CAPES em Brasília

No início do segundo governo de Getúlio Vargas, em 11 de julho de 1951, a então Campanha Nacional de Aperfeiçoamento de Pessoal de Nível Superior foi fundada.
Com o Primeiro Plano Nacional de Desenvolvimento, o plano educacional trouxe a reforma universitária e a consolidação do regulamento da pós-graduação, a partir de 1965. A CAPES então passou a ter papel de destaque na definição da nova política para a pós-graduação: ganhou novas atribuições e meios orçamentários para multiplicar suas atividades e intervir na qualificação do corpo docente das universidades brasileiras. Até então no Rio de Janeiro, em 1970 a Fundação foi transferida para Brasília.
Em 1981, a elaboração do Plano Nacional de Pós-Graduação Stricto Sensu passou a ser responsabilidade, da instituição, devendo esta então elaborar, avaliar, acompanhar e coordenar as atividades relativas ao ensino superior.

### Fusão com o CNPq
A fusão do CNPq com a CAPES era uma pauta da gestão do presidente Jair Bolsonaro para o corte de despesas. Em 2019, surgiu um rumor de que o então presidente da CAPES, Anderson Correia, procurou líderes governistas da Câmara dos Deputados buscando apoio para que o presidente Rodrigo Maia assinasse uma medida provisória. A fundação resultante seria movida para o Ministério da Educação, então presidido por Abraham Weintraub. Rodrigo Maia, o ministro do MCTIC Marcos Pontes e o presidente do CNPq João Luiz Figueiras de Azevedo se posicionaram contra. O MEC afirmou que acataria a decisão da presidência.
Críticos da medida argumentam que as instituições possuem funções diferentes, e que qualquer fusão, extinção e incorporação seria prejudicial para a pasta. Os recursos para as áreas vem diminuindo com o tempo e são apenas 0,25% do Orçamento da União. A medida gerou uma onda de protestos, com a comunidade científica dizendo que se tratava de um projeto de sucateamento do Sistema Nacional de Ciência e Tecnologia. Cientistas e servidores da área de ciência e tecnologia abraçaram simbolicamente o prédio do CNPq em forma de protesto. Oito entidades da Iniciativa para Ciência e Tecnologia no Parlamento e 47 instituições acadêmicas enviaram uma carta contra a fusão para a Comissão Mista de Planos, Orçamentos Públicos e Fiscalização, da Câmara dos Deputados e para o Congresso Nacional. A Coalizão Ciência e Sociedade lançou um manifesto em defesa da ciência e contra a proposta governamental.

## Estrutura
A estrutura organizacional da CAPES é composta por:
- Conselho Superior
- Conselho Técnico-Científico da Educação Superior (CT-ES)

- Conselho Técnico-Científico da Educação Básica (CT-EB)
- Diretoria Executiva
- Presidência: ocupada por Mercedes Maria da Cunha Bustamante, doutora em geobotânica
- Chefia de gabinete
- Assessoria de Planejamento e Consolidação da Informação (APE)
- Coordenação de Comunicação Social (CCS)
- Coordenação Executiva de Órgãos Colegiados (CECOL)
- Auditoria interna (AUD)
- Procuradoria Federal (PF)
- Diretoria de Gestão (DGES)
- Diretoria de Tecnologia da Informação (DTI)
- Diretoria de Programas e Bolsas no País (DPB)
- Diretoria de Avaliação (DAV)
- Diretoria de Relações Internacionais (DRI)
- Diretoria de Formação de Professores da Educação Básica (DEB)
- Diretoria de Educação a Distância (DED)

## Programas e Bolsas no País
Para estimular a formação de recursos humanos de alto nível, a CAPES concede bolsas de estudo no Brasil, fortalecendo padrões de excelência fundamentais ao desenvolvimento do nosso país. Essas ações são coordenadas pela Diretoria de Programas e Bolsas no País (DPB).

### Portal de Periódicos[16]
A CAPES possui uma biblioteca virtual com mais de 49 mil títulos que são acessados por estudantes de mais de 400 instituições de ensino superior (IES) – dados de novembro de 2020.
Destinado a oferecer às instituições de ensino e pesquisa no Brasil o melhor da produção científica, o Portal de Periódicos supre a carência das bibliotecas brasileiras quanto à informação científica internacional. Além disso, reduz as desigualdades regionais, possibilitando consultas ao que há de mais atualizado em pesquisas e estudos no mundo.
O Portal atende às demandas dos setores acadêmicos, produtivos e governamentais em regime de colaboração e possibilita, ainda, o aumento da produção científica nacional e a inserção da ciência brasileira no exterior.

## Cooperação internacional
O objetivo da cooperação internacional é desenvolver as atividades da pós-graduação brasileira no contexto mundial e busca apoiar as pesquisas realizadas por brasileiros, com o intuito de obter a excelência da pós-graduação nacional. A cooperação internacional é realizada por meio de acordos bilaterais ou parcerias universitárias bilaterais.
A CAPES mantém um acordo de cooperação internacional multinacional e acordos bilaterais com os países:
| - Alemanha - Argentina - Chile - China | - Cuba - Espanha - Estados Unidos - França | - Irlanda - Itália - Países Baixos | - Portugal - Timor-Leste - Uruguai |

## Avaliação
Fundamental para assegurar e manter a qualidade dos cursos de mestrado e doutorado no país, a avaliação do Sistema Nacional de Pós-Graduação (SNPG) é orientada pela Diretoria de Avaliação (DAV) da CAPES, com participação da comunidade acadêmico-científica, por meio de consultores temporários.
O sistema de avaliação desenvolvido pela CAPES pode ser dividido em dois processos distintos, referentes à entrada e à permanência dos cursos no SNPG. O trabalho trata dos níveis mestrado profissional (MP), mestrado acadêmico (ME), doutorado (DO) e, a partir da edição de 2018, doutorado profissional (DP), em 49 áreas diferentes.
A avaliação, incialmente feita a cada ano, desde 2017, passou a ser quadrienal, conforme orientação do então presidente Abílio Baeta. O processo segue a sistemática e o conjunto de quesitos básicos estabelecidos no Conselho Técnico Científico da Educação Superior (CTC-ES).

### Avaliação quadrienal[19]
A avaliação quadrienal dos programas de pós-graduação é a atividade que caracteriza especificamente a Capes, Coordenação de Aperfeiçoamento do Pessoal de Nível Superior. Realiza-se desde 1976, quando foi iniciada pelo então diretor-geral Cláudio de Moura Castro e tinha periodicidade anual. Com o passar do tempo, tornou-se bienal, em 1998 a avaliação passa a ser trienal. Em 2018, gestão de Abilio Baeta Neves, que havia presidido a Capes entre 1995 a 2003, a avaliação passa a ser quadrienal. 

### Características
Suas principais características são:
1. ser realizada por pares, isto é, por cientistas destacados em suas áreas;
2. dar forte peso à produção científica dos orientadores que, com algumas poucas exceções no caso dos mestrados profissionais, têm de ser doutores;
3. considerar também a qualidade da produção científica dos mestrandos e doutorandos, tanto em seus trabalhos de conclusão quanto em textos que apresentem ao longo de sua formação;
4. desde 2007, levar também em conta o impacto social do programa, que pode ser tecnológico, econômico, educacional ou, ainda, consistir na redução dos indicadores de desigualdade social ou na melhora do Índice de Desenvolvimento Humano.

Gradualmente, com a informatização do sistema e a ampliação do número de programas (que chegaram a 2.300 em começos de 2007), o sistema se tornou mais complexo. Também se tornou mais transparente, na medida em que cada vez mais dados são publicados na página da Capes na Internet e em que o processamento de propostas de cursos novos e dos recursos eventualmente impetrados é acelerado pelo seu caráter eletrônico.

### Legislação
A legislação brasileira somente reconhece validade nacional a diplomas de mestre e doutor conferidos em cursos, se ministrados no Brasil, que tenham sido recomendados pela Capes. Portanto, a Capes examina as propostas de cursos novos (usando um aplicativo chamado APCN) e além disso, a cada três anos, avalia os cursos já existentes.

### Conceitos
A avaliação é realizada pelas comissões de área, cada uma presidida por um representante de área (são 45 atualmente) e composta por outros cientistas. As comissões propõem as notas, que são decididas em última instância pelo Conselho Técnico Científico (CTC), que se compõem de dezesseis representantes de área, quatro diretores da Capes, o presidente do Fórum de Pró-Reitores de Pós-Graduação e o representante da Associação Nacional de Pós-Graduandos.
A avaliação gera sete conceitos:
- 1 é fraco
- 2 é deficiente
- 3 é regular
- 4 é bom
- 5 é muito bom
- 6 e 7 significam excelência de nível internacional.

### Poder da avaliação
Os cursos com notas 1 e 2 são descredenciados, isto é, caso recebam novos alunos a partir da publicação da decisão da Capes no Diário Oficial (o que demora cerca de um ano do julgamento), estes não terão direito a diploma com validade nacional. Os já inscritos têm direito a esse título. Na verdade, a grande maioria das instituições fecha os programas que recebam nota 1 e 2 tão logo a Capes tenha tomado sua decisão final, sem aguardar a tramitação burocrática que vai até o Diário Oficial.
O número de programas fechados em 2001 foi de 5% do total. Em 2004, de 1819 programas submetidos à avaliação, foram descredenciados 36, representando 2% do total.
Comparativamente, a avaliação dos cursos de graduação, iniciada há mais de dez anos no governo Cardoso com o ENC (Exame Nacional de Cursos, ou "provão") e continuada com o ENADE, não fechou até agora nenhum curso.